# Obdulio de Perea
Obdulio de Perea (Vitoria, 5 de septiembre de 1836-Vitoria, 27 de diciembre de 1870) fue un poeta, dramaturgo y traductor español. Desempeñó, asimismo, algunos cargos en el ayuntamiento de su ciudad natal.

## Biografía
Natural de Vitoria, nació en la capital alavesa el 5 de septiembre de 1836. Tenía tres hermanas, de nombre Rosario, Celestina y Francisca. Se educó primero bajo la tutela de su madre y después de la de un maestro. Su padre falleció antes de que terminara con la enseñanza en la escuela.
Habiendo decidido dedicarse al comercio, ingresó como pensionista en el Real Seminario de Vergara en 1847. Allí hizo vida colegiada durante siete años, en los que cursó asignaturas como latín, geografía, historia, retórica, poética, lógica, ética, física y química historia natural, dibujo, baile, esgrima, gimnasia, matemáticas, metrología, francés e inglés, teneduría de libros, cálculos mercantiles, geografía fabril y mercantil y nociones de derecho comercial, entre otras. Habría sido buen estudiante, y obtuvo el título. Siendo interno de aquel centro, hizo sus primeras incursiones en la poesía, con poemas que enviaba a su madre y a sus hermanas.
Fue enviado después a un colegio de Burdeos, donde perfeccionó su dominio del francés, y luego a Inglaterra, al condado de Kent, para tratar de repetir el efecto con el inglés. Estaría allí bajo el ala de un Penley. Aprovechó su estancia en aquel lugar, que tan solo distaba unos cien kilómetros de Londres, para visitar en varias ocasiones la capital, en la que se empapó de su arquitectura y su vida cultural. Asimismo, se valió tanto de su tiempo en Francia como de aquel que pasó en Inglaterra para leer obras en ambos idiomas y de muy diversos géneros literarios.
Ante el declive del estado de salud de su madre, Perea quería regresar a Vitoria a finales de 1857, pero un accidente le retuvo en Inglaterra hasta comienzos del siguiente. Cuando arribó a la capital alavesa, había fallecido ya.

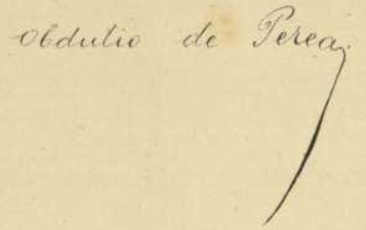
La firma de Obudlio de Perea, tal y como figura en las Poesías póstumas recopiladas por Arrese Duque

La primera composición de Perea que vio la luz fue un himno a María, escrito en versos de arte mayor y remitido desde Inglaterra antes de partir rumbo a Vitoria. Se publicó en Irurac bat, acompañado de unas alabanzas de Ramón Ortiz de Zárate, que decía que «dignos son los cantos del bardo alavés de la reina de los ángeles, la Inmaculada María, a quien los dedica». «Respiran tanta moralidad tanta ternura; y predomina en ellos un perfume tan santo y religioso que no dudamos agradarán a cuantas personas los lean», añadía.
A raíz de esas palabras, Perea seguiría colaborando con Irurac bat. Y lo haría también con otros periódicos, como El Alavés, El Porvenir Alavés, El Museo, La España, La Muger cristiana, El Monitor del comercio, El Euscalduna, El Ateneo, El Semanario Católico, El Cascabel, El País vasco-navarro y La Moda elegante, así como La Ilustración Católica y Los Niños.
En la década de los sesenta del siglo XIX, se ocupó también de elaborar obras literarias. Así, arregló del francés, puso en verso y publicó el drama en tres actos, original de Eugenio Scribe, Marco Spada. Se estrenó en el teatro de Vitoria en la noche del 17 de diciembre de 1861. Y escribió otras obras de teatro, de título Legouvé, María adolescente, Los bañistas, Un duelo a muerte, La paloma y el halcón, En el matrimonio... amor, así como composiciones líricas como Diario del cristiano y Poesías. También hizo incursiones en el género didáctico, con Deberes de policía urbana, sobre cuyo cumplimiento incumbe velar al procurador síndico de Vitoria y El poeta y el mundo. No dejó escrita prosa, pero sí tradujo al español La hermana Ana, de Paul de Kock, y, con Juan Ibarrondo, Adrián, de Jacinto Corne.
En noviembre de 1862, fue elegido en las elecciones municipales para ejercer de concejal en el consistorio de la ciudad. Fungió como regidor entre los años 1863 y 1866, en los que integró diversas comisiones, llegando a ser presidente de la de obras. Ejerció también de procurador síndico general. Asimismo, representó al ayuntamiento en la junta directiva del hospital de Santiago y en la de la Real Junta Diputación de Pobres. También fue nombrado suplente del primer diputado de la junta, así como, una vez cesado del cargo de procurador síndico, vocal de la junta directiva de la Academia de Bellas Artes. Amén de sus labores políticas, fue también bibliotecario del Real Ateneo Científico, Literario y Artístico de Vitoria, función que aprovechó para ordenar todas las obras de las que disponía la institución y elaborar un índice circunstanciado de ellas. Llegaría a presidir la sección de letras de esa sociedad.
En el mes de diciembre de 1870, padeció cólera. Falleció finalmente a las ocho de la mañana del día 27, a los 34 años. Las exequias se celebraron dos días después en la iglesia de San Pedro Apóstol. Ya fallecido, el también vitoriano Daniel Ramón de Arrese y Duque se encargó de hacer una recopilación de sus Poesías póstumas, que acompañó de una semblanza. Fueron, asimismo, varias las figuras que se apresuraron a despedirlo con elogios: Ricardo Becerro de Bengoa, que lo llamó «síndico celoso», «representante sabio» e «hijo ilustre» de Vitoria, así como uno de los «más entusiastas cultivadores» de la literatura vascongada; José Amador de los Rios, «inspirado cuanto dulce poeta»; Antonio de Trueba se refirió a él como «poeta inspiradísimo, amantísimo hermano, leal amigo, ciudadano ilustrado, patriota y sinceramente religioso»; Julio Nombela dijo que «lograba multiplicarse, y nada le arredraba, ni el frío, ni el cansancio, ni el peligro: había una lágrima que enjugar, un favor que hacer; allí estaba Obdulio». En El Ateneo del 21 de diciembre de 1870, se despedía «al inspirado poeta, al buen ciudadano, al caballeroso amigo, modelo de virtudes cívicas y cristianas».